# Apollophanes punctipes
Apollophanes punctipes är en spindelart som först beskrevs av O. Pickard-Cambridge 1891.  Apollophanes punctipes ingår i släktet Apollophanes och familjen snabblöparspindlar. Inga underarter finns listade i Catalogue of Life.